# ミゲル・メヒア (投手)
ミゲル・A・メヒア（Miguel A. Mejia、1988年1月19日 - ）は、アメリカ合衆国ニューヨーク州ニューヨーク市ブルックリン区出身のプロ野球選手（投手）。
埼玉西武ライオンズ在籍時は登録名をミゲル・メヒアとし、略称はファーストネームのミゲルを使用、ユニフォームの背ネームも「MIGUEL」となっている。台湾球界での登録名は「米吉亞M.M」だった。

## 経歴

### プロ入り前
高校はプエルトリコの野球アカデミーで過ごした。その後、フロリダ国際大学へ進学する。

### タイガース傘下時代
2009年にデトロイト・タイガースと契約を結んだ。この年はルーキー級ガルフ・コースト・リーグ・タイガースとA+級レイクランド・フライングタイガースで計3試合に登板した。
2010年はA-級コネチカット・タイガースとA級ウェストミシガン・ホワイトキャップス、A+級レイクランド・フライングタイガースでプレーした。オフに退団した。

### マーリンズ傘下時代
2011年にフロリダ・マーリンズと契約を結んだ。この年は、A-級ジェームズタウン・ジャマーズで6試合に登板したが、不振で解雇された。その後、独立リーグであるアトランティックリーグのブリッジポート・ブルーフィッシュと契約を結んだ。ここでは、13試合に登板した。その後、フロリダ・マーリンズに復帰（マイナー契約）。A級グリーンズボロ・グラスホッパーズでプレーした。オフに退団。また、第39回IBAFワールドカップのプエルトリコ代表に選出されている。

### 台湾球界時代
2013年3月にCPBLの兄弟エレファンツに入団。先発で18試合に登板し、5勝8敗、防御率3.39。中継ぎは3試合で0勝1敗だった。オフには北海道日本ハムファイターズの入団テストを受験するも不合格。
2014年1月28日にLamigoモンキーズへ移籍。抑えに転向し、5勝1敗35セーブ4ホールドを記録、最多セーブのタイトルを獲得した。台湾では2年間で、通算76試合(18先発)登板で10勝10敗35セーブ、防御率2.55だった。

### 西武時代
2014年11月、テスト生としてNPBの埼玉西武ライオンズの秋季キャンプに参加する為、エスメリング・バスケスと共に来日した、11月13日にバスケスと共に西武との契約合意が発表された。
2015年は主に抑え候補として期待されたが、髙橋朋己とのクローザー争いに敗れ、開幕は二軍スタートであった。持ち味であったストレートを痛打されるケースが目立ち1軍登板は僅か4試合に終わり、同年10月2日に球団から契約を解除すると通告したことを発表された。10月8日に自由契約が公示された。

### 西武退団後
2015年12月21日にシカゴ・カブスとマイナー契約を結び、2016年はカブス傘下でプレー。12月10日にカブスとマイナー契約で再契約。
2017年開幕前の2月8日に第4回WBCのプエルトリコ代表に選出された。3月22日の決勝アメリカ合衆国戦に敗戦し、2大会連続で準優勝となった。レギュラーシーズンでは前年に続きカブス傘下でプレー。オフに自由契約となり、11月17日にメキシカンリーグのメキシコシティ・レッドデビルズと契約。
2019年6月20日にメキシカンリーグのカンペチェ・パイレーツと契約。しかし同年限りで退団した。

## プレースタイル
150キロを超えるストレートが武器で、スライダーやチェンジアップを投げることが出来る。

## 人物
埼玉西武ライオンズでは、同じチームにエルネスト・メヒア（登録名：メヒア）が在籍していることもあり、球団の勧めでファーストネームである「ミゲル」を登録名とした。

## 詳細情報

### 年度別投手成績
| 年 度     | 球 団     | 登 板 | 先 発 | 完 投 | 完 封 | 無 四 球 | 勝 利 | 敗 戦 | セ 丨 ブ | ホ 丨 ル ド | 勝 率 | 打 者 | 投 球 回 | 被 安 打 | 被 本 塁 打 | 与 四 球 | 敬 遠 | 与 死 球 | 奪 三 振 | 暴 投 | ボ 丨 ク | 失 点 | 自 責 点 | 防 御 率 | W H I P |
| --------- | --------- | ----- | ----- | ----- | ----- | -------- | ----- | ----- | -------- | ----------- | ----- | ----- | -------- | -------- | ----------- | -------- | ----- | -------- | -------- | ----- | -------- | ----- | -------- | -------- | ------- |
| 2013      | 兄弟      | 21    | 18    | 0     | 0     | 0        | 5     | 9     | 0        | 0           | .357  | 464   | 107.2    | 103      | 7           | 32       | 0     | 8        | 77       | 3     | 1        | 54    | 39       | 3.26     | 1.25    |
| 2014      | Lamigo    | 55    | 0     | 0     | 0     | 0        | 5     | 1     | 35       | 4           | .833  | 235   | 58.0     | 46       | 1           | 15       | 4     | 2        | 46       | 3     | 0        | 11    | 8        | 1.24     | 1.05    |
| 2015      | 西武      | 4     | 0     | 0     | 0     | 0        | 0     | 0     | 0        | 0           | .000  | 23    | 3.2      | 10       | 1           | 3        | 0     | 0        | 4        | 1     | 0        | 6     | 6        | 14.73    | 3.35    |
| CPBL：2年 | CPBL：2年 | 76    | 18    | 0     | 0     | 0        | 10    | 10    | 35       | 4           | .500  | 699   | 165.2    | 149      | 8           | 47       | 4     | 10       | 123      | 6     | 1        | 65    | 47       | 2.55     | 1.18    |
| NPB：1年  | NPB：1年  | 4     | 0     | 0     | 0     | 0        | 0     | 0     | 0        | 0           | .000  | 23    | 3.2      | 10       | 1           | 3        | 0     | 0        | 4        | 1     | 0        | 6     | 6        | 14.73    | 3.35    |

- 赤字はリーグ歴代最高
- 2015年度シーズン終了時

### 記録
- 初登板：2015年5月21日、対千葉ロッテマリーンズ11回戦（西武プリンスドーム）、9回表に5番手で救援登板、完了、1回1失点
- 初奪三振：同上、9回表に吉田裕太から空振り三振

### 背番号
- 24 （2013年）
- 5 （2014年）
- 42 （2015年）

### 代表歴
- 2011 IBAFワールドカップ プエルトリコ代表
- 2017 ワールド・ベースボール・クラシック・プエルトリコ代表